# Standaard Boekhandel
Standaard Boekhandel est une chaîne de magasins belge flamande, appartenant depuis 2002 à la SA Zuidnederlandse Uitgeverij. Spécialisée principalement dans la vente au détail de livres, l'enseigne diversifie quelque peu ses activités par la suite, proposant des CD, des DVD, des journaux, des magazines, de la cartographie, des cartes de vœux, des jeux de société et des articles de bureau. Certains magasins proposent également des articles de la Loterie nationale (comme des cartes à gratter).
Depuis 2017, on compte cent quarante points de vente. Ceux-ci sont répartis dans toute la Flandre et Bruxelles, avec plusieurs magasins dans les grandes villes . Il existe également plus de soixante librairies standard dans les branches Fun et Arvesta, . 

## Histoire
La première librairie Standaard Boekhandel est ouverte en 1919, par les mêmes hommes à l'origine du quotidien De Standaard un an plus tôt, comme filiale du journal. D'abord sous les ailes de De Standaard NV , à partir du 14 juillet 1924, elle opère en tant que société distincte pour la maison d'édition et le commerce des livres. A cette époque, il y avait deux points de vente, à Anvers et à Bruxelles . Un troisième magasin est ouvert à  Louvain en 1926 ; Gand a suivi en 1933.
La société continue son expansion dans les décennies suivantes, et compte 59 magasins en 1991, dans les principales villes flamandes. Treize ans plus tard, ce chiffre est passé à 97, et offre la première place du marché du livre en Flandre.

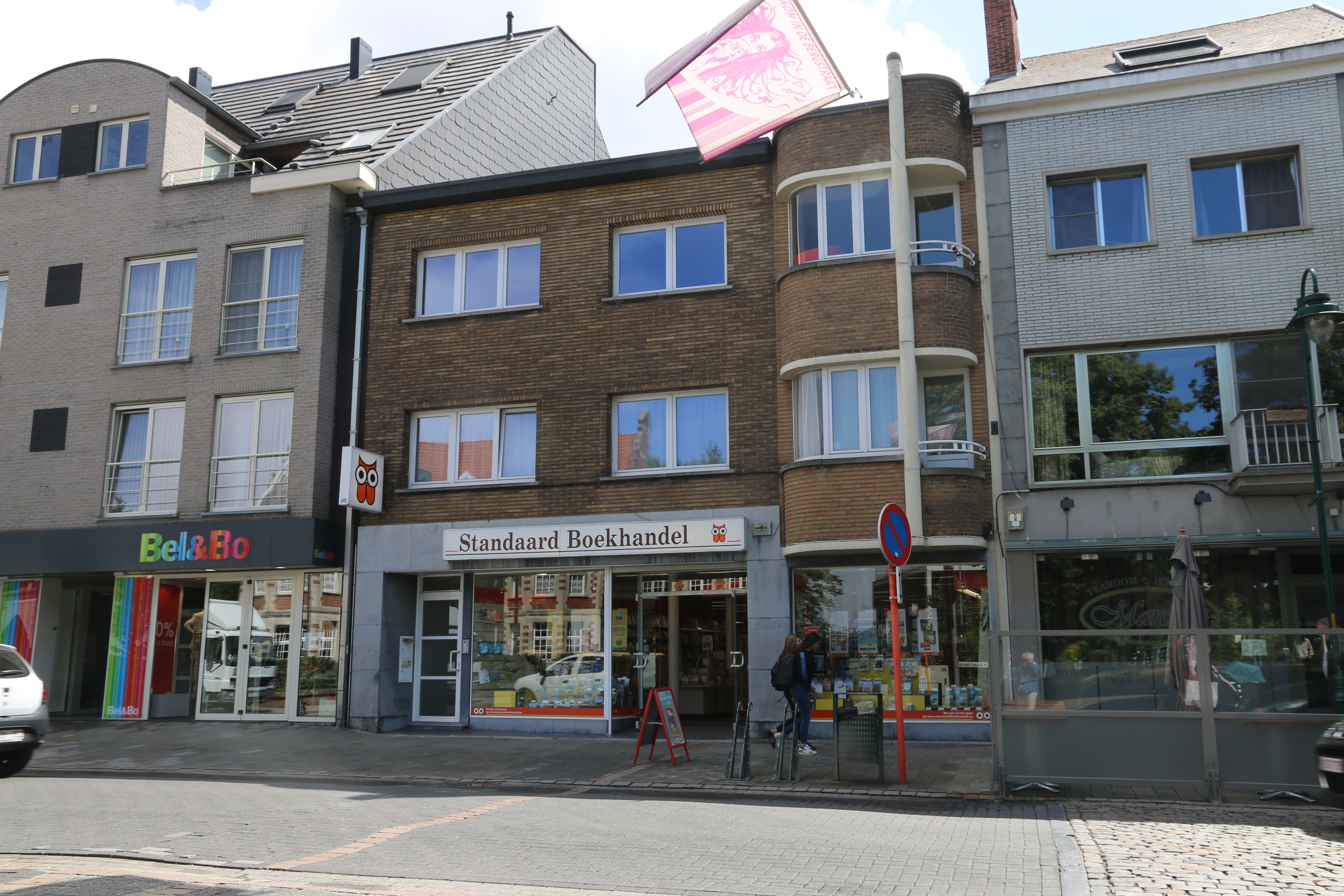
Libraire Standaard Boekhandel à Heist-op-den-berg

En 1976 , la société mère De Standaard NV a fait faillite. Le syndic de faillite a vendu la société Scriptoria, qui regroupe les librairies et la maison d'édition, dans son intégralité au groupe d'impression néerlandais Bührmann-Tetterode . Les nouveaux propriétaires se sont restructurés et réduits en 1984: les filiales néerlandaises ont été vendues et le lien entre les librairies et la maison d'édition a été rompu..

## Croissance
Après la restructuration, Frans Schotte est devenu directeur de l'entreprise. Sous son impulsion, Standaard Boekhandel a connu une forte croissance dans les années 1990. En 1991, il y avait 59 magasins, 73 dix ans plus tard et en 2006, le centième magasin a été ouvert.
En 1992, la direction de la société tente de s'étendre aux Pays-Bas en y ouvrant treize magasins. Mais le succès n'est pas au rendez-vous, et la firme vend ses enseignes en 1999.
En 2005, la chaîne détenait environ 35 à 40% du marché du livre. Néanmoins, les librairies indépendantes ont également pu communiquer des chiffres de croissance.
En octobre 2010, Standard Bookstore a ouvert son premier magasin dans un parc de vente au détail, pour lequel le centre commercial de Bredene a été choisi .
En 2011, il y a 129 enseignes . Le 2 avril 2014, alors que la société possède 145 librairies, la chaîne de librairies-papeteries Club, implantées en Wallonie et à Bruxelles, est rachetée par la société.

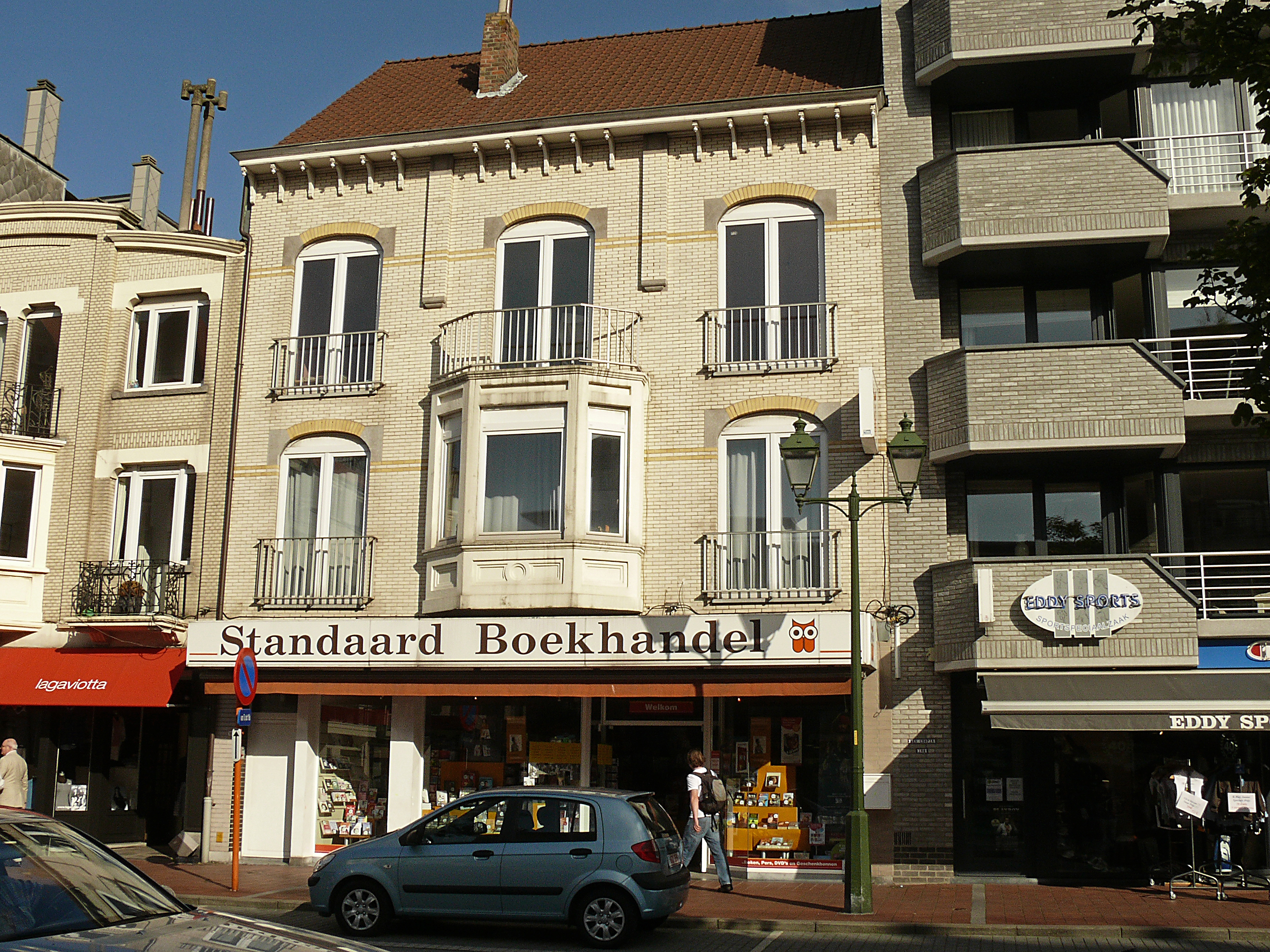
Standaard Boekhandel à Knokke

## Diversifications
En 2001, Standaard Boekhandel a également tenté d'ouvrir une librairie en ligne en rachetant le site www.azur.be.  Mais à peine un an plus tard, le 28 novembre 2002, il est annoncé que le projet est abandonné, faute de rentabilité. Depuis 2011, Standaard Boekhandel est à nouveau active dans les ventes en ligne.
Standaard Boekhandel est connue depuis longtemps comme le lieu d'échange des points de fidélité Artis-Historia. Artis-Historia a toutefois cessé ses activités en septembre 2004 après faillite. Entretemps, un partenariat avec les médias a permis d'augmenter les ventes de livres. À partir de la fin des années 90, les abonnés de certains journaux et magazines recevaient des points de fidélité pour acheter des livres, des DVD ou des CD à prix réduits. Standaard Boekhandel a également souligné le prix de littérature Fintro, dans lequel les lauréats et les nommés de ce prix ont réalisé des chiffres de vente élevés en raison de l'attention médiatique considérable,.